# 北スレイビー語
北スレイビー語（きたスレイビーご、英: North Slavey）はアサバスカ諸語に属する言語である。ノースウエスト準州の公用語のひとつである。

## 言語名別称
- Dene
- Dené
- Mackenzian
- Slave
- Slavi
- 北スレーヴィ語
- 北スレイヴィー語
- デネ語

## 方言
- ベアレイク方言（Bearlake）
- ヘア方言（Hare）
- マウンテン方言（Mountain）
- マウンテン・スレイビー方言（Mountain Slavey）